# Букшешть
Букшешть, Букшешті (рум. Bucșești) — село у повіті Бакеу в Румунії. Входить до складу комуни Подурі.
Село розташоване на відстані 230 км на північ від Бухареста, 28 км на захід від Бакеу, 107 км на південний захід від Ясс, 118 км на північний схід від Брашова.

## Населення
За даними перепису населення 2002 року у селі проживали 1850 осіб, усі — румуни. Рідною мовою 1849 осіб (99,9%) назвали румунську.